# MAN SÜ242
MAN SÜ242 — пригородный высокопольный автобус, выпускаемый компанией MAN в период с 1987 по 1998 год по спецификации VöV-Standard-Bus. Являлся заменой модели MAN SÜ240.

## История
После того, как MAN SL202 поступил в серию ещё в 1985 году, МАN SÜ242 был построен только в первую половину 1987 года. Он сильно опирается на SL202, многие детали смогли найти применение из конструктора SL-II. В отличие от MAN SL202, длина автобуса MAN модели SÜ242 была увеличена на 190 мм, колесная база-на 150 мм. На 14 рядах сидений возможно 53 пассажирских сиденья. Автобусы MAN SÜ242 с начала производства владели АБС и АСР. Другие заметные отличия от SL202 включают дополнительные багажники нижнего этажа, узкий индикатор цели над цельным лобовым стеклом, а также одностворчатую выдвижную переднюю дверь.
SÜ242 представлен значительно слабо, чем его конкурирующая модель Mercedes-Benz O407, которая частично используется в довольно больших количествах в частных автобусных компаниях. В значительной степени, автобус исчез с немецких дорог.
Моторизация MAN SÜ242 неоднократно повышалась в период производства, что заметно по изменённым обозначениям типов. VÖV-II SÜ был выпущен в Турции в слегка модифицированном виде после прекращения производства в Германии в 1998 году под обозначением SÜ223/263/313/363-MANAS или Lion’s Classic Ü.